# Samovarenje
Samovarenje, autodigestija ili autoliza jedna je lešnih osobina i verovatnih znakova smrtim koje nastaje kao posledica uništenja ćelije tela pod dejstvom sopstvenih enzima za varenje. Do oovoga dolazi kao posledica prestanka aktivnih procesa u ćelijama, a samovarenje nastaje pod uticajem osloboženih enzima u ćelijama i ne smatra se  aktivnim procesom. Drugim rečima, iako samovarenje liči na aktivni proces varenja hranljivih materija od strane živih ćelija, mrtve ćelije se aktivno ne vare kao što se često tvrdi u popularnoj literaturi, kao što sinonim samovarenje - autoliza  na to  implicira.

## Patofiziologija
Osnovna funkcija creva je varenje hrane kako bi telo obezbedilo hranljive potrebe. Tokom varenja lumen creva je ispunjen digestivnim enzimima, degradiranim komponentama hrane i okolnim mikroorganizmima i virusima.  Za varenje su potrebni enzimi pankreasa koji se ispuštaju u proksimalno tanko crevo gde se mešaju sa hranom koja ulazi iz želuca. Enzimi za varenje pankreasa u tankom crevu su relativno nespecifični, potpuno aktivirani i prisutni u visokim koncentracijama. Ovi enzimi su u stanju da hidrolizuju dnevno stotine grama složenih bioloških jedinjenja. Ovo je dominantni proces razgradnje u telu i ključni zahtev za dobijanje hranljivih materija iz okoline. 
„Kako je moguće da se hrana (koja se može sastojati od creva) razgrađuje u tankom crevu, a da se sama creva ne vare – ili se samo minimalno – vare. Drugim rečima, kako su creva i drugi organi zaštićeni od autodigestije?
Jedan od glavnih mehanizama zaštite od autodigestije creva je mukozna epitelna barijera. Ova barijera sprečava curenje sadržaja iz creva, uključujući digestivne enzime, da uđu u zid creva. Shodno tome, raspad integriteta mukozne barijere može omogućiti digestivnim enzimima da pobegnu kroz mukoznu barijeru i uđu u zid creva gde mogu da započnu proces autodigestije.
Usled dejstva hlorovodonične kiseline iz želudačnog soka, ona posle smrti dovodi do samovarenja i posledične rupture zida želuca sa izlivanjem želudačnog sadržaja u trbušnu duplju i dejstvo kiseline na okolne strukture kao što su jetra, prečaga, pluća i dr. Strukture zahvaćene samovarenjem postaju mekane, ljigave, prljavomrke, tako da ove promene mogu biti pogrešno protumačene kao znaci zaživotnog trovanja jetkim otrovom.
Kao rezultat samovarenja stvara se tečnost koja prodire između slojeva kože i dovodi do njenog ljuštenja. U ovom stadijumu, muve (kada su prisutne) počinju da polažu jaja u otvore tela: oči, nozdrve, usta, uši, otvorene rane i druge otvore. Izležene larve (crvi) insekata naknadno prodiru pod kožu i počinju da konzumiraju telo.

## Spoljašnje veze
|  | Molimo Vas, obratite pažnju na važno upozorenje u vezi sa temama iz oblasti medicine (zdravlja). |